# Adrian von Enckevort
Adrian Bernd Friedrich von Enckevort (* 17. November 1840 in Vogelsang; † 30. Dezember 1898 ebenda) war ein preußischer Offizier und Politiker sowie Guts- und Schlossherr zu Vogelsang in Pommern; er entstammte dem alten Adelsgeschlecht derer von Enckevort (in unterschiedlichen historischen Schreibweisen).

## Leben

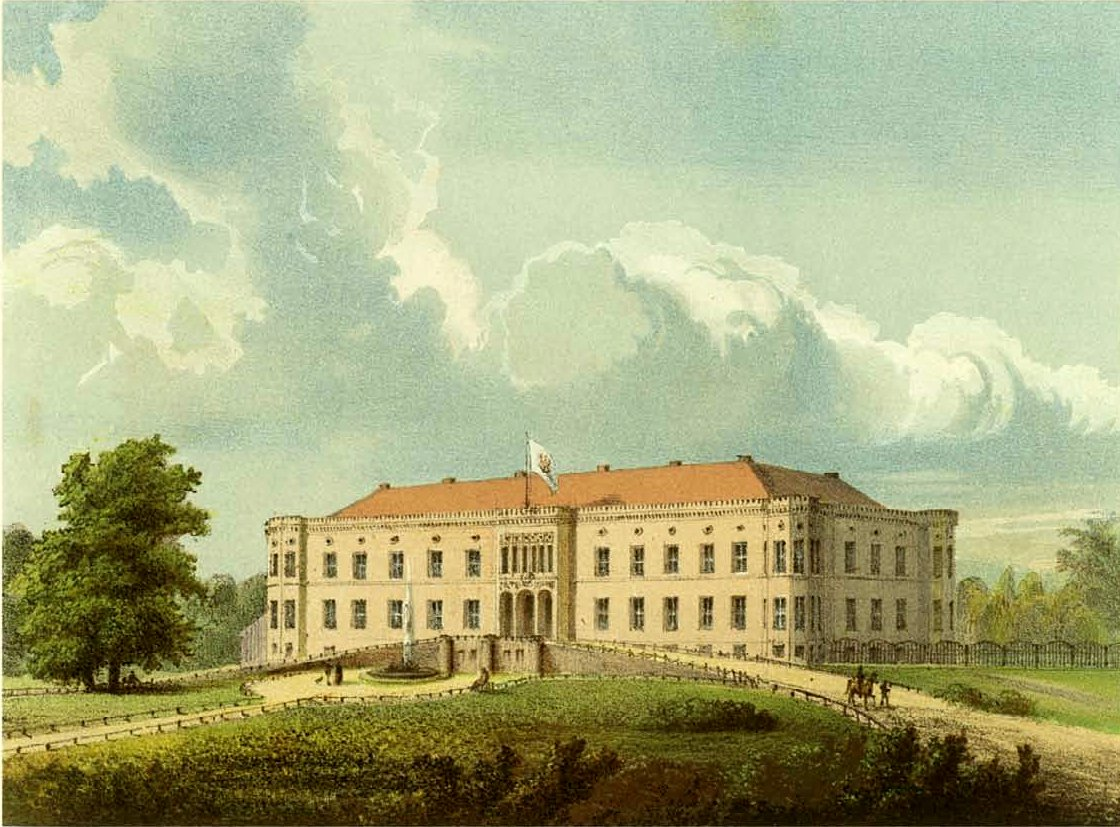
Schloss Vogelsang um 1857/58, Sammlung Alexander Duncker

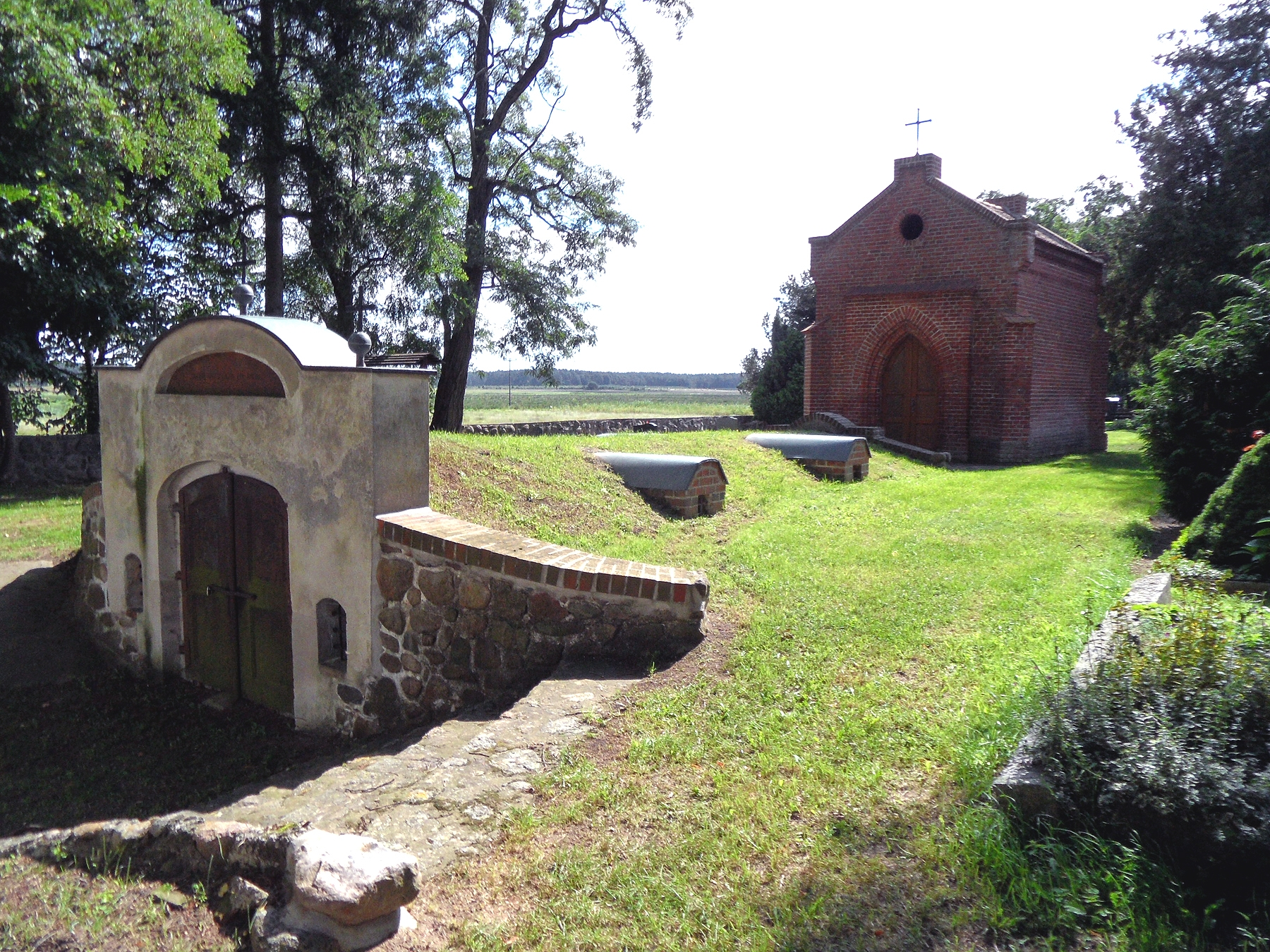
Erbbegräbnisstätte von Adrian von Enckevort und seiner Frau Hildegard auf Vogelsang

Adrian von Enckevort war ein Sohn von Eduard Friedrich von Enckevort (1808–1883) und dessen Frau Louise Alexandrine Balcke (1818–1876). Er besuchte Gymnasien in Anklam, Breslau und Greifswald. Nach dem Abitur studierte er von 1860 bis 1863 an den Universitäten Heidelberg und Berlin Rechtswissenschaften. Er gehörte dem Corps Vandalia Heidelberg an.
Von 1861 bis 1862 leistete er Militärdienst im 2. Garde-Dragoner-Regiment in Berlin. Ende 1864 ging er als Sekondeleutnant der Kavallerie zum 3. Bataillon des Pommerschen Landwehr-Regiments Nr. 2 nach Anklam. 1866 wurde zum neu erstellten 4. schweren Reiterregiment in die Provinz Posen kommandiert, mit dem er im Krieg 1866 als Besatzungstruppe in Österreich einrückte. 1869 wurde er als Reserveoffizier zum Kürassier-Regiment „Königin“ (Pommersches) Nr. 2 kommandiert, mit dem er 1870/71 in den Deutsch-Französischen Krieg zog. Er nahm an den Schlachten bei Colombey und Gravelotte teil. Bei der Belagerung von Metz stürzte er vom Pferd, verletzte sich am Bein und wurde zur Ersatz-Eskadron nach Pasewalk verlegt. 1872 wurde er zum Premierleutnant und 1878 zum Rittmeister der Reserve befördert. Beim Abschied vom Militärdienst 1882 erhielt er die Erlaubnis zum Tragen der Uniform. Kaiser Wilhelm II. beförderte ihn 1892 anlässlich seines Besuches in Stettin zum Major.
Adrian von Enckevort wurde 1863 Auskultator. Er hatte 1865 in Stettin sein Referendarexamen abgelegt und das väterliche Rittergut Albrechtsdorf übernommen. Durch das Testament seines Vaters wurde er 1883 zweiter Fideikommissherr auf Vogelsang.
Er war Amtsvorsteher, Mitglied des Kreistages des Ueckermünder Kreises und des Kreisausschusses. Als Kreisdeputierter war er Vertreter des Landrats. Er gehörte dem Provinziallandtag der Provinz Pommern an. 1879 wurde er für den Wahlkreis Stettin 1 (Demmin, Anklam, Usedom-Wollin, Ueckermünde) ins Preußische Abgeordnetenhaus gewählt. Dort schloss er sich der Konservativen Partei an. 1896 wurde er auf Präsentation des alten und des befestigten Grundbesitzes im Landschaftsbezirk Herzogtum Stettin Mitglied des Preußischen Herrenhauses, dem er bis zu seinem Tode angehörte.
Adrian von Enckevort war seit 1880 Ehrenritter des Johanniterordens, Träger des Roten Adlerordens und der Landwehr-Dienstauszeichnung 1. Klasse. Er war sehr an der Seefahrt interessiert und war Schiffsführer einer eigenen Dampfjacht. Im Kaiserlichen Yacht Club pflegte er Freundschaften mit zahlreichen Admiralen.

## Familie
Er heiratete am 5. August 1865 in Anklam Hildegard von Borcke aus dem Hause Heinrichshof (* 24. Juni 1845; † 21. Januar 1916). Die beiden hatten einen Sohn, der wenige Monate nach seiner Geburt verstarb, und sechs Töchter, darunter:
- Alice (* 16. Juni 1866) ⚭ Freiherr Burghard von Klot-Trautvetter (* 24. Januar 1860; † 22. April 1897)
- Margaretha Anna Agnes (* 8. Oct. 1878 Albrechtsdorf-) ⚭ 11. Nov. 1898 (Vogelsang) Angus Karl Konstantin von Douglas (* 1870 Leopoldshall, Harz; † 1938 München) (Sohn von Hugo Sholto Oskar Georg von Douglas), Ltn. in Husar Rgt. Friedrich von Hessen-Homburg Nr. 14, kommandiert zur Gesandtschaft in Konstantinopel. Er ⚭ 2° 31. Aug. 1923 Mechtildis Prinzessin Schoenaich-Carolath (* 5. Nov. 1884). Sie ~ 2° Hugo von Rosenberg.

Erbe und die Nachfolge auf dem Familienfideikommiss Vogelsang wurde Adrians Bruder Albrecht von Enckevort (1842–1903) und dann deren Sohn Kurt von Enckevort (1879–1914). Der Besitz umfasste 2316 ha Fläche, davon waren 1817 ha Wald.